# Narració interactiva
La narració interactiva (també coneguda com a drama interactiu) és una forma d'entreteniment digital en què la història no està predeterminada. L'autor crea l'escenari, els personatges i la situació que la narrativa ha d'abordar, però l'usuari (també lector o jugador) experimenta una història única basada en les seves interaccions amb el món. L'arquitectura d'un programa de narració interactiva inclou un director dramàtic, un model d'usuari i un model d'agent per controlar, respectivament, aspectes de la producció narrativa, la unicitat del jugador i el coneixement i comportament dels personatges. Junts, aquests sistemes generen personatges que actuen de manera humana, alteren el món segons les reaccions en temps real del jugador, i s'asseguren que els nous esdeveniments narratius es desenvolupin de manera comprensible.
El camp d'estudi que envolta la narració interactiva abasta molts camps dispars, incloent-hi psicologia, sociologia, ciència cognitiva, lingüística, processament del llenguatge natural, disseny d'interfícies d'usuari, informàtica i intel·ligència emergent. Estan sota el terme paraigua d'Interacció persona-ordinador (IPO), en la intersecció de ciència dura i humanitats. La dificultat de produir un sistema interactiu de narració s'atribueix a la divisió ideològica entre professionals en cada camp: els artistes tenen problemes limitant-se a sistemes lògics i lineals i els programadors no estan disposats a apreciar o incorporar els conceptes abstractes i no provats de les humanitats.

## Definició
Les característiques que distingeixen una història interactiva d'una altra forma de mitjans interactius estan subjectes a molt debat. La interactivitat i la narració d'històries són termes polisèmics, i la frase narrativa interactiva no la distingeix inherentment d'altres tipus de narració, molts dels quals ja són interactius en certa manera. Part de la literatura associada amb el terme narració interactiva és en realitat sobre la narració transmèdia, que no és una forma d'entreteniment, sinó una estratègia de màrqueting per construir una marca convincent a través de plataformes digitals. Els diferents nivells d'interactivitat són una funció de la relació dels missatges transmesos amb intercanvis previs d'informació on els rols de remitent i receptor esdevenen intercanviables. La narració, en aquest cas, es refereix al procés d'autoria i creació activa en lloc del producte final i la seva recepció passiva. La narració interactiva, per aquesta definició, pot implicar qualsevol mitjà que permeti a l'usuari generar diverses narratives dramàtiques úniques. Encara que el seu objectiu final és un entorn d'intel·ligència artificial sense autor amb una comprensió a escala humana de la construcció narrativa (és a dir, el Holodeck), els projectes que utilitzen històries ramificades i portes variables es consideren prototips experimentals en el mateix gènere.
La narració interactiva es diferencia de la ficció interactiva (o FI), així com els videojocs amb un fort focus narratiu (Mass Effect, BioShock, etc.), per l'agència d'usuaris i la narrativa oberta. David Gaider, un desenvolupador de RPG a BioWare, va declarar que «tota branca possible necessita ser escrita i plenament realitzada, fins i tot si no tots els jugadors la veuen i, per tant, qualsevol joc que permet molta elecció de jugador es converteix en una proposta molt més cara per a un desenvolupador». FI i els videojocs, per equilibrar l'elecció de l'usuari amb l'esforç de l'autor, han de restringir les direccions que la narrativa pot prendre amb trencaclosques, batalles o punts de trama inalterables, tots els quals resten d'un sentit d'immersió. Només s'utilitzen o es recorden en el desenvolupament narratiu les opcions més crítiques de l'usuari, segons la necessitat de complir objectius específics del jugador que defineixen una experiència de joc. Un veritable sistema NI els incorporaria a tots, igual que els agents humans vius, de manera simultània i contínua, una tasca que només la intel·ligència artificial pot complir. Els jocs de Sandbox com The Sims i Spore, que impliquen una interacció social basada en IA extensa, no gestionen la tensió dramàtica o produeixen una narrativa cohesiva.
Per a Mateas i Stern, creadors de Façade i The Party, la narració interactiva s'entén millor com a teatre interactiu, ja que el seu objectiu és el significat dramàtic més que la diversió. Va ser Chris Crawford qui va encunyar el terme narració interactiva en la dècada de 1990, argumentant que no és un videojoc amb una narrativa, i que un joc i un SI no es poden combinar amb èxit. A causa de la tecnologia limitada i la quantitat de treball requerida, encara és difícil combinar un sistema interactiu de narració robust i un motor de joc sense restar eficàcia de tots dos.
No obstant això, les veus emergents en el camp argumenten a favor de les possibilitats d'afegir complexitat narrativa i personatges realistes als gèneres de videojocs existents. Utilitzant el motor MADE (Massive Artificial Drama Engine), un equip d'investigadors d'intel·ligència artificial van desenvolupar un algorisme genètic per guiar el comportament emergent per a personatges secundaris no jugadors (NPCs) basat en arquetips literaris. En el motor d'intel·ligència artificial de The Elder Scrolls V: Skyrim, això es va provar per elaborar el comportament mecànic de la gent del poble:
| « | ...els habitants famolencs podrien convertir-se en lladres, els guàrdies podrien perseguir els lladres, els vilatans podrien enamorar-se d'altres, o podrien sorgir diferents aliances de guerra. | » |
| — García-Ortega, My life as a sim: Evolving unique and engaging life stories using virtual worlds, 2014 | |   |